# Biena
Biena (lit. Bena) − osada na Litwie, w rejonie solecznickim, 6 km na wschód od Turgieli, zamieszkana przez 2 ludzi. Przed II wojną światową w Polsce, w powiecie wileńsko-trockim województwa wileńskiego.